# 中国驻大阪总领事馆
中华人民共和国駐大阪總領事館（日语：在大阪中華人民共和国総領事館），简称中国驻大阪总领事馆，是中華人民共和国在日本大阪府大阪市設置的總領事館。
1976年3月8日，中国驻日本大阪总领事馆正式开馆。它是中華人民共和國在日本開設的第一家總領事館。首任總領事是田平。
駐大阪總領事館下轄負責中國留學生事務以及中日教育交流的中华人民共和国驻大阪总领事馆教育处，前稱為中华人民共和国驻大阪总领事馆教育组。

## 所在地
〒550-0004　大阪府大阪市西区靭本町3-9-2（3-9-2 UTSUBOHONMACHI NISHIKU 0SAKA, JAPAN 〒550-0004）
一般社團法人大阪中華北幫公所的地址和中國駐大阪總領事館地址相同，領事館建築還刻有「大阪中華北幫公所大厦」字樣。
中华人民共和国驻大阪总领事馆教育组曾位於 〒564-0063　大阪府吹田市江坂町5-4-4，現已遷至總領館 〒 550-0004 大阪府大阪市西區靱本町3-9-2

## 領事轄區
大阪府、京都府、兵庫縣、奈良縣、和歌山縣、滋賀縣、愛媛縣、高知縣、德島縣、香川縣、廣島縣、島根縣、岡山縣、鳥取縣

## 機構設置
中國駐大阪總領事館設置下列機構：
- 政治处
- 经济商务处
- 教育处
- 领事侨务处
- 办公室

## 著名職員
- 孔鉉佑 - 第12任中國駐日大使、第16任中國駐越南大使